# Never Woulda Known
Never Woulda Known è un singolo del rapper statunitense Jack Harlow pubblicato il 5 gennaio 2016.

## Tracce
1. Never Woulda Known – 3:23